# Gregory Isaacs
Gregory Anthony Isaacs, más conocido como Gregory Isaacs, (Fletchers Land, Kingston, Jamaica, 15 de julio de 1951, Londres 25 de octubre de 2010) fue un cantante y escritor de reggae jamaicano. Milo Miles, describe a Isaacs en el periódico The New York Times, como «el artista más exquisito del reggae».

## Biografía
En su juventud, Isaacs se convirtió en el veterano en las competencias de talentos que regularmente tenían lugar en Jamaica. En 1968, hizo su debut discográfico a dúo con Winston Sinclair, Another Heartache, grabado por el productor Byron Lee. El sencillo fue poco vendido y más tarde Isaacs pasó a formar una agrupación con otros dos artistas (Penroe and Bramwell), durante el corto tiempo el trío The Concords, grabaron para Rupie Edwards y Prince Buster. El trío se separó en 1970 e Isaacs inició su carrera como solista, inicialmente él mismo producía y grababa sus canciones, también hacía muchas grabaciones para Edwards.
En 1973 se asoció con otro joven cantante, Errol Dunkley para empezar la Compañía discográfica y tienda African Museum, y pronto tuvo su gran éxito con el tema «My Only Lover», tema por el cual fue acreditado como la primera grabación en el género Lovers rock. Grabó para otros productores musicales para también financiar la compañía discográfica African Museum, teniendo una serie de éxitos que van desde las baladas al Roots reggae, incluyendo el tema «All I Have Is Love», «Lonely Soldier», «Black a Kill Black», «Extra Classic», y su versión musical de Dobby Dobson «Loving Pauper».
En 1974 empezó a trabajar con el productor Alvin Ranglin, y en ese año tuvo su primer sencillo número uno de Jamaica con «Love Is Overdue». Isaacs grabó para muchos productores importantes de Jamaica durante los años 1970, incluyendo a Winston "Niney" Holness, Gussie Clarke («My Time»), Lloyd Campbell («Slavemaster»), Glen Brown, Harry Mudie, Roy Cousins, Sidney Crooks, y Lee Perry («Mr. Cop»). Para más tarde en los años 1970, Isaacs fue uno de los más grandes intérpretes de reggae en el mundo, regularmente estaba de gira en los Estados Unidos y en el Reino Unido, cuestionados por Dennis Brown y Bob Marley. Entre 1977 y 1978, Isaacs una vez más se asocia con Alvin Ranglin, grabando una series de éxitos como: «Border» y «Number One» para la productora Ranglin's GG.
El Estrellato internacional parecía estar asegurado para Isaacs en 1978, luego que firmó con la compañía discográfica británica Virgin Records rama de la empresa Front Line Records, y apareció en la película Rockers, en la que interpretó la canción "Slavemaster". Los álbumes Cool Ruler y Soon Forward, no se vendieron tan bien como se esperaba, a pesar de que ahora se consideran uno de sus mejores trabajos.
En 1981, hizo su primera aparición en el festival de Reggae Sunsplash (celebrado anualmente hasta el año 1991), y luego se trasladó a la discográfica Charisma Records, quien lanzó álbumes como The Lonely Lover y More Gregory junto con una serie de sencillos exitosos incluyendo temas como: «Tune In», «Permanent Lover», «Wailing Rudy», y «Tribute to Waddy». Firmó con la discográfica Island Records y lanzó su producción que finalmente le permitió abrirse un público más amplio, «Night Nurse», canción de su primer disco (Night Nurse (1982)). Aunque Night Nurse no llegó a la lista de éxitos en el Reino Unido o Estados Unidos, fue muy popular en los clubes y en la radio, y el álbum alcanzó el número 32 en el Reino Unido. Este éxito de Isaacs coincidió con problemas de drogas, para luego cumplir una condena de seis meses de prisión en Kingston en 1982 por posesión de armas de fuego sin licencia. Isaacs, afirmó que tenía las armas sólo para su protección personal, pero se supo que se trataba de su detención número veintisiete y que Isaacs se había involucrado luego en el tráfico de drogas y se había convertido en un adicto al Crack. Celebró su lanzamiento desde la cárcel con su segundo álbum para la empresa Island, Out Deh! en (1983).
Cuando su contrato con Island terminó, Isaacs regresó en el año 1984 con su sencillo «Kool Ruler Come Again», y empezó un periodo de proliferas producciones, trabajando con productores incluyendo Prince Jammy, Red Man, Bobby Digital, Tad Dawkins, y Steely & Clevie, manteniendo un nivel constante a pesar del volumen de trabajo realizado. Isaacs tuvo entonces una fuerte relación con Gussie Clarke del sello Music Works. 
Ellos empezaron con Isaacs en 1985 con el álbum Private Beach Party, y tuvo masivos éxitos con el tema «Rumours» en 1988, el cual fue seguido por sencillos más populares incluyendo «Mind Yu Dis», «Rough Neck», «Too Good To Be True», y «Report to Me». Su asociación con Clarke continuó en la década de 1990, haciendo agrupaciones con cantantes como: Freddie McGregor, Ninjaman, y JC Lodge. Hizo duetos con Beres Hammond y por el año 1993 Philip "Fatis" Burrell produjeron «One Good Turn». Burrell también estaba produciendo con Isaacs en 1994 el álbum Midnight Confidential.
En la década de 1990, el sello discográfico African Museum continuó para lanzar musicalmente todos los temas de Isaacs, y todos los artistas que él mencionó. 
En 1991, el artista panameño Nando Boom, radicado para entonces en Nueva York, lanzó una versión en español inspirada en «Night Nurse», titulada «Noche enferma». Esta adaptación en estilo dancehall, con un enfoque deejay, toma elementos de la canción original pero introduce variaciones propias. Para el mismo año, el hondureño Arzu, también radicado en Nueva York, lanzó dos covers de Isaacs en español: «Number 1» y «Amor», versión directa de «Night Nurse»."
En 1997 la banda británica Simply Red hizo su versión musical de «Night Nurse» y tuvieron éxito con el tema. Isaacs continuó grabando y haciendo conciertos en vivo en los años 2000. En el 2005 la cantante Lady Saw produjo otra versión del tema «Night Nurse» usando la técnica del toasting sobre las originales letras musicales.
La adicción a las drogas de Isaacs tuvo un mayor impacto en su voz, como consecuencia de ello, sus dientes se estaban saliendo de su maxilar vocal. Isaacs mencionó sobre su adicción en el año 2007: 

«Las drogas son un arma degradante. Fue la mejor universidad, pero la matrícula escolar más caro jamás pagado - The Cocaine High School. Yo he aprendido mucho, y ahora lo he puesto a un lado».
 Gregory Isaacs, Entrevista

También actuó en la inauguración de la Copa mundial de críquet de 2007 en Jamaica.
En el año 2007 colaboró con el grupo de rap en español Flowklorikos / Rafael Lechowski en el álbum Donde duele inspira.
En el 2008, después de cuarenta años como artista de producciones, Isaacs lanzó un nuevo álbum de estudio llamado Brand New Me. El álbum recibió comentarios positivos de los críticos, como este comentario de Reggae Vibes: 

«Gregory está de vuelta. Brand New Me es un título de álbum muy adecuado para el nuevo álbum Cool Ruler. Él está de vuelta en un estilo diferente, más o menos como estábamos acostumbrados a hacer !lovers & roots!»
Brand New Me, Spanish Vibes

Su apodo incluyó Cool Ruler y Lonely Lover.
Su última grabación de estudio fue en los estudios Afro de Lanús, Buenos Aires, Argentina. En julio de 2010, allí grabó una participación para la canción "She is my baby" de Holy Piby y una participación del clásico "Too experienced" junto a Los Pericos.
Murió el 25 de octubre de 2010 de cáncer de pulmón en su casa de Londres, rodeado por sus familiares.

## Discografía
Más de quinientos álbumes de Gregory Isaacs fueron lanzados musicalmente durante su carrera, muchos de ellos son recopilaciones. Álbumes de estudio y material de origen se enumeran a continuación:
- In Person (1975) Trojan
- All I Have Is Love (1976) Trojan
- The Best Of Vol. 1 (1977) GG's
- Extra Classic (1977) African Museum
- Mr Isaacs (1977) DEB
- Cool Ruler (1978) Front Line
- Soon Forward (1979) Front Line
- Slum (Gregory Isaacs in Dub) (1978) Burning Sounds
- Gregory Isaacs Meets Ronnie Davis (1979) Plant (with Ronnie Davis)
- Showcase (1980) Taxi
- Lonely Lover (1980) Pre
- More Gregory (1981) Pre
- The Best Of Vol. 2 (1981) GG's
- Night Nurse (1982) Island/Mango
- Out Deh! (1983) Island/Mango
- Let's Go Dancing (1984)
- Judge Not (1985) Greensleeves (with Dennis Brown)
- Private Beach Party (1985) RAS
- Easy (1985) Tad's
- Double Dose (1986) Blue Trac (with Sugar Minott)
- All I Have is Love Love Love (1987) Tad's
- Victim (1987) VP
- Watchman of the City (1987) Rohit
- Come Along (1988), Live & Love
- Red Rose for Gregory (1988) RAS
- Warning (1989) Firehouse
- I.O.U. (1989) RAS
- On The Dance Floor (1990) Heartbeat
- Call Me Collect (1990) RAS
- Set Me Free (1991) Vine Yard
- No Intention (1991) VP
- Boom Shot (1991) Shanachie
- State of Shock (1991) RAS
- Past and Future (1991) VP
- Pardon Me! (1992) RAS
- Rudie Boo (1992) Star Trail
- Unattended (1993) Pow Wow
- Unlocked (1993) RAS
- Midnight Confidential (1994) Greensleeves
- Dreaming (1995) Heartbeat
- Not a One Man Thing (1995) RAS
- Private Lesson (1996) Heartbeat
- Mr. Cool (1996) VP
- Maximum Respect (1996) House of Reggae
- Hold Tight (1997) Heartbeat
- Hardcore Hits (1997) Ikus
- Kingston 14 Denham Town (1998) Jamaican Vibes
- New Dance (1999) Prestige
- Turn Down The Lights (1999) Artists Only
- So Much Love (2000) Joe Gibbs Music
- Future Attraction (2000) VP
- Life's Lonely Road (2004)
- Give It All Up (2004) Heartbeat
- Rat Patrol (2004) African Museum
- Masterclass (2004) Greensleeves
- Revenge (2005) P.O.T.
- Substance Free (2005) Vizion Sounds
- Hold Tight (2008) Mafia & Fluxy
- Brand New Me (2008) African Museum